# Lene Madsen
Lene Madsen (* 11. März 1973 in Holstebro) ist eine ehemalige dänische Fußballspielerin.

## Karriere

### Vereine
Madsen spielte im Seniorinnenbereich ausschließlich für Fortuna Hjørring und kam von 1993 bis 2003 für den Verein in der höchsten Spielklasse, ab 1995 Elitedivisionen, in denen sie mit 357 Toren in 315 Punktspielen zu fünf Meisterschaften beitrug und diesen fünf Pokalsiege hinzufügen konnte. Auf internationaler Vereinsebene kam sie mit ihrer Mannschaft im Wettbewerb um den UEFA Women’s Cup 2002/03 in fünf von sechs Spielen in den seinerzeit noch in Hin- und Rückspiel ausgetragenen Viertel- und Halbfinale sowie dem Finale zum Einsatz.

### Nationalmannschaft
Als Nationalspielerin für die DBU debütierte sie in der U17-Nationalmannschaft, mit der sie zweimal am altersbezogenen Turnier um die Nordische Meisterschaft teilnahm. Im ersten, in ihrem Land ausgetragenen Turnier debütierte sie am 29. Juni 1988 in Vildbjerg bei der 0:1-Niederlage gegen die U17-Nationalmannschaft Finnlands. Im zweiten Turnierspiel tags darauf in Nykøbing Mors beim 1:1-Unentschieden gegen die U17-Nationalmannschaft Norwegens gelang ihr ihr erstes Länderspieltor. Ihr letztes Turnierspiel wurde am 2. Juli 1988 in Vildbjerg mit 1:3 gegen die U17-Nationalmannschaft Schwedens verloren. Im Folgejahr kam sie vom 18. bis zum 23. Juli in vier Turnierspielen zum Einsatz (0:1 vs. Schweden, 0:2 vs. Norwegen, 1:0 vs. Niederlande und Finnland; in diesem erzielte sie den Siegtreffer).
Für die U21-Nationalmannschaft bestritt sie ihr erstes von vier Länderspielen am 8. Mai 1991 in Ishøj beim 3:1-Sieg im Freundschaftsspiel gegen die U21-Nationalmannschaft Norwegens, die restlichen in Arnhem im Turnier um den Open-Nordic-Cup (1:0 vs. Niederlande, 4:3 vs. Norwegen, 1:3 vs. Schweden).
In der A-Nationalmannschaft wurde sie in drei Spieljahren 32 Mal berücksichtigt. Ihr erstes Länderspiel bestritt sie am 14. September 1994 in Hoogezand beim 1:0-Sieg über die Nationalmannschaft der Niederlande. Es war zugleich ihr erstes von fünf in Freundschaft ausgetragenen Länderspielen. Des Weiteren kam sie in insgesamt zehn EM-Qualifikationsspielen, darunter die beiden in der Viertelfinalqualifikation gegen die Nationalmannschaft Schwedens, die sich letztendlich für die Finalrunde qualifizierte, zum Einsatz.
Mit der Mannschaft nahm sie ferner am Turnier um den Algarve-Cup 1995 und 1996 teil und bestritt jeweils vier Turnierspiele. Im ersten Turnier erreichte sie noch das Finale, im zweiten unterlag sie der Nationalmannschaft Chinas im Spiel um Platz 3 mit 1:2. Sie gehörte dem Kader für die zweite Austragung der Weltmeisterschaft im Jahr 1995 in Schweden an und wurde in allen drei Spielen der Gruppe C sowie bei der 1:3-Viertelfinalniederlage gegen die Nationalmannschaft Norwegens eingesetzt. Am 26. und 29. Mai 1996 kam sie im Rahmen eines Internationalen Turniers in Japan beim 1:1-Unentschieden in Tokio und beim 4:3-Sieg in Fukuoka jeweils gegen die Nationalmannschaft Japans zum Einsatz. Ein weiteres Turnier an dem sie mit ihrer Mannschaft teilnahm, war das olympische Fußballturnier 1996, in dem sie alle Spiele der Gruppe E bestritt und diese als Gruppenletzter wie auch das Turnier damit beendete. Von ihren elf Länderspieltoren erzielte sie sieben in den EM-Qualifikationsspielen, zwei am 14. März 1995 in Faro im ersten Spiel bei ihrer ersten Teilnahme am Turnier um den Algarve-Cup und jeweils eins am 29. Mai 1995 in Kopenhagen beim 5:0-Sieg im Freundschaftsspiel gegen die Nationalmannschaft Kanadas mit dem Treffer zum 4:0 in der 57. Minute sowie am 23. Juli 1996 bei der 1:5-Niederlage gegen die Nationalmannschaft Chinas im zweiten Spiel der Gruppe E im olympischen Fußballturnier mit dem Treffer zum 1:4 in der 55. Minute; s. a. Abschnitt Anmerkung!

## Erfolge
Nationalmannschaft
- Algarve-Cup-Finalist 1995

Fortuna Hjørring
- UEFA Women’s Cup-Finalist 2003
- Dänischer Meister 1994, 1995, 1996, 1999, 2002
- Dänischer Pokal-Sieger 1995, 1996, 2000, 2001, 2002

## Anmerkung
Im Spiel gegen China 1996 erzielte Madsen im 2. Gruppenspiel bei der 1:5-Niederlage gegen die Nationalmannschaft Chinas das Tor zum 1:4 in der 55. Minute. Es gibt aber auch anderslautende Informationen und zwar, dass Helle Jensen das Tor schoß. Hier wird Helle Jensen genannt, obwohl sie in der 45. Minute für Anne Dot Eggers Nielsen ausgewechselt wurde.